# Skäktning (linberedning)

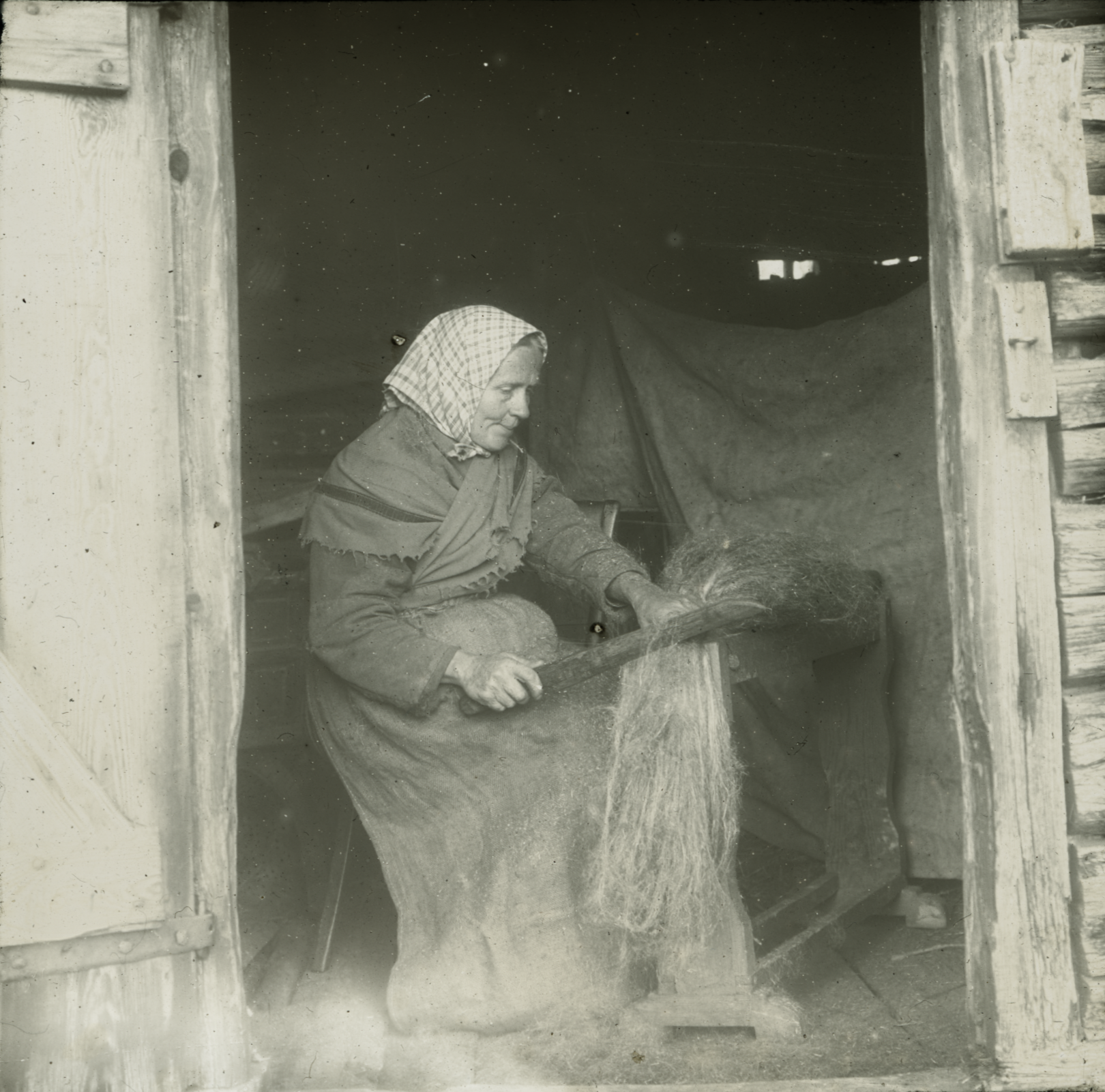
En kvinna skäktar lin i Dillnäs, 1900-tal.

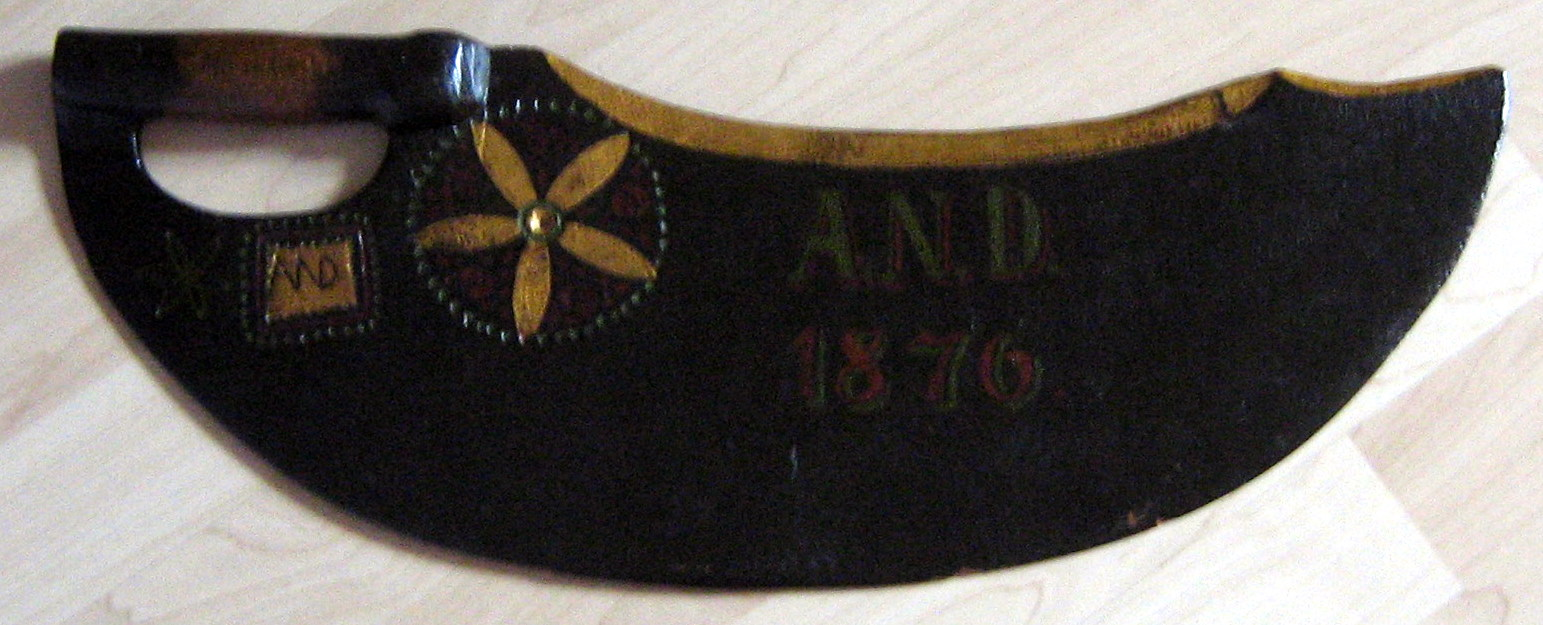
Sydsvensk skäktkniv.

Skäktning är det steg vid beredning av lingarn som följer efter att linet bråkats. Syftet är detsamma som vid bråkning, det vill säga att avskilja linfibrerna från linets vedämnen, eller så kallade skävor. 
Tidigare gjordes skäktning för hand. Den kunde utföras genom att en skäktkniv av trä drogs över lin som spänts upp på en skäktstol. I Sydsverige och Danmark är skäktknivarna bredbladiga med bågböjd kant, medan de i övriga Sverige är mer långsmala.
I södra Norrland och Dalarna användes i stället en stångklyfta som består av en käpp med en kniv som kan fällas in i en skåra på käppen. Linstjälkarna dras under den nedtryckta kniven. Stångklyftan förekommer även på andra håll i Västeuropa och har troligen tidigare haft en större utbredning.
I Norrland och Finland har man i stället använt en lindrag eller fotklyfta som liknar en mindre bråka. Fotklyftan är troligen uppfunnen i slutet av 1700-talet. Idag sker skäktningen maskinellt med hjälp av en skäktturbin. Vid skäktningen lossnar korta linfibrer från tågan. Om skävor rensas ut från avfallet, kan tillvaratagna korta fibrer tillsammans med längre fibrer spinnas till lingarn.